# وحر أصفر منقط
وحر أصفر منقط (بالإنجليزية: Yellow-spotted agama)‏ (باللاتينية: Agama flavimaculata)، هو نوع ينتمي إلى فصيلة الحرذونيات.

## روابط خارجية
- زواحف المملكة العربية السعودية
- الزواحف والبرمائيات في مصر
- التنوع البيولوجي في مصر
- الحياة البرية في الإمارات
- التنوع الحيوي بالسلطنة
- دليل الحياة البرية في تونس